# Kitty ter Braake
Catharina "Kitty" Elizabeth ter Braake (ibland även Braaketer), född 19 december 1913 i Amsterdam, provinsen Noord-Holland; död 20 juni 1991 i Amsterdam, var en nederländsk friidrottare med löpgrenar som huvudgren. Kitty ter Braake var en pionjär inom damidrotten och blev bronsmedaljör vid EM i friidrott 1938 (det första EM där damtävlingar var tillåtna även om herrtävlingen hölls separat).

## Biografi
Kitty ter Braake föddes 1913 i Amsterdam i Nederländerna. Efter att hon börjat med friidrott tävlade hon i kortdistanslöpning och häcklöpning. Senare gick hon med i idrottsföreningen "ADA Amsterdamse Dames Atletiek Vereniging" ADA (grundad 1930, idag "AAC Amsterdamse Atletiek Combinatie") i Amsterdam.
1936 satte hon nederländskt rekord på 80 meter häcklöpning. Senare samma år deltog hon i Olympiska sommarspelen 1936 i Berlin dock utan att ta medalj, hon slutade på 5.e plats på 80 m häcklöpning med 11,8 sek och på 5.e plats på stafett 4 x 100 meter (med Kitty som första löpare, Fanny Koen, Ali de Vries och Lies Koning).
1937 deltog hon i sin första landskamp då hon kom på tredje plats i 80 meter häcklöpning. Vid en landskamp mot Tyskland i Rotterdam den 10 juli 1938 slutade Kitty ter Braake på 4 plats på löpning 100 meter och tredje plats på 80 meter häcklöpning samt andra plats i stafett 4 x 100 meter (med Ali Loohius, Kitty ter Braake  som andre löpare, Agaath Doorgeest och Ali de Vries).
Kitty ter Braake blev 1937 även holländsk mästare på 80 meter häcklöpning med 12,0 sek och silvermästare i löpning 100 meter med 12, sek vid tävlingar den 7 augusti i Deventer. 1938 försvarade hon mästartiteln.
1938 deltog hon även vid EM 17 september–18 september på Praterstadion i Wien, under tävlingarna tog hon bronsmedalj i 80 meter häcklöpning efter Claudia Testoni och Lisa Gelius.
Kitty ter Braake deltog senare i ytterligare landskamper innan hon drog sig tillbaka från tävlingslivet.
Kitty ter Braake dog 1991 i Amsterdam.